# Saint-Martinien
Saint-Martinien é uma comuna francesa na região administrativa de Auvérnia-Ródano-Alpes, no departamento Allier. Estende-se por uma área de 25,38 km². Em 2010 a comuna tinha 608 habitantes (densidade: 24 hab./km²).